# 하도르 가문
하도르 가문은 《실마릴리온》에 등장하는 가문이다. 이 가문의 특징으로는 벽안과 금발 흰 피부가 있고 놀도르와 비슷한 성질을 가지고 있다. 이들은 벨레리안드에 들어온 에다인 세 가문 중 하나다.

## 개요
가문의 이름처럼 부족장 금발의 하도르의 이름을 따서 그의 후손들을 하도르 가문 사람으로 부른다. 모르고스에 대항하여 싸웠으며, 요정에게 충성하고 공생하는 관계를 가졌다. 에다인 중에서도 크게 번성하여 가장 큰 무리였고 다고르 브라골라크, 니르나에스 아르노에디아드 등에 참전했다.
태양의 1시대 이후 에아렌딜의 아들 엘로스를 따라 가운데땅과 발리노르 사이의 대양에 큰 섬에 누메노르를 건국하여 그곳에서 다시금 발전하고 성장했다. 가문의 핏줄은 끊기지 않고 계속 이어져 반지의 제왕에 등장하는 아라고른을 비롯하여 순찰자들은 이 가문의 혈통을 가지고 있다.